# Polymorphose
Albums de Dick Annegarn
Sacré géranium
(1974) Mireille
(1975)
Polymorphose est le deuxième album de Dick Annegarn, sorti en 1974.

## Liste des titres
| No  | Titre                  | Durée |
| --- | ---------------------- | ----- |
| 1.  | Je te vois             |       |
| 2.  | Polymorphose           |       |
| 3.  | Lancelot               |       |
| 4.  | De bémols et de dièses |       |
| 5.  | La fille m’a dit       |       |
| 6.  | Le roi du métro        |       |
| 7.  | Tourne en rond         |       |
| 8.  | La mer                 |       |
| 9.  | Adieu princesse        |       |
| 10. | Frizoschénie           |       |
| 11. | Eric électrique        |       |
| 12. | Le piano pleure        |       |